# Stanway (Gloucestershire)
Pour les articles homonymes, voir Stanway.
Stanway est une paroisse civile et un village du Gloucestershire, en Angleterre.